# Amtshilfe
Die Amtshilfe ist die Hilfeleistung einer Behörde (ersuchte Behörde) für eine ersuchende Behörde. Die Amtshilfe unter Justizbehörden wird Rechtshilfe genannt.

## Amtshilfe in Deutschland
In Deutschland gilt der Grundsatz der allgemeinen Amts- und Rechtshilfe und ist in Art. 35 Abs. 1 GG festgeschrieben: „Alle Behörden des Bundes und der Länder leisten sich gegenseitig Rechts- und Amtshilfe.“ In Absatz 2 und 3 werden spezielle Formen der Amtshilfe im Falle einer Naturkatastrophe, in einem „besonders schweren Unglücksfall“ oder beim inneren Notstand geregelt. Detaillierte Regelungen finden sich in verschiedenen Gesetzen, unter anderem in den §§ 4 bis 8 VwVfG, den §§ 3 bis 7 des Zehnten Buches Sozialgesetzbuch (SGB X) und den §§ 111 bis 117 der Abgabenordnung.
Ein Unterfall der Amtshilfe ist z. B. die Vollzugshilfe.
Amtshilfe wird grundsätzlich kostenlos und gebührenfrei geleistet, allerdings sind Auslagen unter bestimmten Bedingungen, geregelt z. B. in § 8 Verwaltungsverfahrensgesetz (VwVfG), zu erstatten. Die ersuchte Behörde kann die Amtshilfe ablehnen, beispielsweise dann, wenn sie nur mit unverhältnismäßig großem Aufwand Hilfe leisten könnte. Die ersuchte Behörde darf keine Amtshilfe leisten, wenn sie dadurch gegen ein Gesetz, beispielsweise gegen Vorschriften des Datenschutzes, verstoßen würde.
Keine Amtshilfe liegt vor, wenn sich Behörden innerhalb eines bestehenden Weisungsverhältnisses Hilfe leisten, wenn also eine untere Behörde ihre übergeordnete Behörde unterstützt (§ 4 Abs. 2 Nr. 1 VwVfG). Besteht die Hilfeleistung in Handlungen, die der ersuchten Behörde ohnehin als eigene Aufgabe obliegen, ist ebenfalls kein Fall der Amtshilfe gegeben (§ 4 Abs. 2 Nr. 2 VwVfG).

### Amtshilfe durch die Bundeswehr
Die Amtshilfe durch die Bundeswehr sind die verfassungsrechtlich zulässige Unterstützungsmaßnahmen der Streitkräfte im Rahmen der Amtshilfe nach Art. 35 Abs. 1 GG und umfassen grundsätzlich: die Bereitstellung von Liegenschaften einschließlich der Versorgung von Polizeikräften (Grundsatzerlass zur Mitbenutzung von Liegenschaften der Bundeswehr durch Dritte – in der jeweils geltenden Fassung (BMVg WV III 3 – Az. 45-04-01/00 vom 27. Februar 2007)), Bereitstellung von nicht unmittelbar dem militärischen Kampfauftrag dienendem Gerät einschließlich Transport-, Feuerwehr- und Sanitätsgerät sowie Sanitätsmaterial, Verwendung von Angehörigen der Streitkräfte als Personal zur Bedienung von Gerät, soweit diese Verwendung nicht die Qualität eines Einsatzes erreicht (Technische Amtshilfe). Näheres ist auch in den §§ 4–8 Verwaltungsverfahrensgesetz (VwVfG) geregelt.
Amtshilfe durch die Bundeswehr beschränkt sich auf ergänzende Hilfe in Einzelfällen und schließt eine regelmäßige, auf Dauer angelegte, institutionalisierte Zusammenarbeit aus. 
Die Bundeswehr hält kein Personal und Material eigens für Hilfseinsätze vor und bildet dafür auch nicht gesondert aus. Ein Einsatz erfolgt mit den verfügbaren Kräften und Mitteln, sofern der eigene Auftrag es zulässt.
Einsätze der Bundeswehr im Inland im Rahmen des Verteidigungs- und Spannungsfalles sowie des Inneren Notstandes unter Inanspruchnahme hoheitlicher Befugnisse stellen keine Amtshilfe dar, sondern werden durch die einschlägigen Artikel des Grundgesetzes (Art. 87a in Verbindung mit Art. 115 a und b sowie Art 91 Abs. 2 GG.) geregelt.

## Internationale Amtshilfe
Im Zuge der Globalisierung der Wirtschaftsbeziehungen – sowohl im internationalen Handel als auch darüber hinaus bei Privatleuten – gibt es vielfältige grenzüberschreitende Sachverhaltsgestaltungen, die mit den Mitteln des rein nationalen Rechts nicht mehr erfassbar sind. Die Verwaltung hat von Amts wegen den Auftrag zur Aufklärung von Sachverhalten. Der Auftrag endet nicht an der Staatsgrenze. Er stößt aber auf die territorialen Grenzen der nationalen Staatsgewalt, die auf das Gebiet der Bundesrepublik Deutschland begrenzt ist. Die Wahrnehmung hoheitlicher Befugnisse auf fremdem Staatsgebiet ist nach allgemein anerkannten Regeln des Völkerrechts ohne Erlaubnis des fremden Staates unzulässig (Territorialitätsprinzip). Aus dem Auseinanderfallen von räumlichem Wirkungsbereich der Rechtsnormen einerseits und der Gebietshoheit andererseits ergeben sich die Notwendigkeit und die Rechtfertigung eines internationalen Amtshilfeverkehrs.

### Regelungen in Deutschland zur internationalen Zusammenarbeit in Steuersachen
Besondere praktische Bedeutung kommt der internationalen bzw. zwischenstaatlichen Zusammenarbeit in Steuersachen zu. Die nationalen Sachaufklärungsmittel und -befugnisse reichen erfahrungsgemäß nicht aus, damit die Finanzverwaltung den Auftrag der Gleichmäßigkeit und Gesetzmäßigkeit der Besteuerung zu erfüllen vermag. Daher hat sich eine Reihe von internationalen Kooperationsformen herausgebildet. Als solche sind zu nennen:
- Hilfe bei der Zustellung im Ausland (§ 9 VwZG);
- Hilfe bei der Vollstreckung von Steueransprüchen und anderen (völkerrechtliche Vereinbarungen, EU-Beitreibungsgesetz);
- Informationsaustausch bei der Ermittlung von Besteuerungsgrundlagen, die sog. internationale Amtshilfe (völkerrechtliche Vereinbarung, EU-Rechtsakte, EG-Amtshilfe-Gesetzes (EGAHiG)[1]).

In dem Zusammenhang sind auch die Bestrebungen auf Anstoß von Deutschland und Frankreich über ein entschlossenes Vorgehen gegen Steuerparadiese in der jüngeren Zeit als Folge der Liechtensteiner Steueraffäre zu sehen. Auf einer Konferenz der OECD in Paris am 21. Oktober 2008 haben die Vertreter von 17 Mitgliedstaaten über Maßnahmen gegen „Steueroasen“ beraten. Die Teilnehmer erörterten, welche Maßnahmen gegen Staaten und Gebiete ergriffen werden können, die nicht bereit sind, mit anderen Staaten auf der Grundlage des von der OECD entwickelten Standards im Bereich der Besteuerung zusammenzuarbeiten und die so ihre Finanzplätze zu Lasten des Steueraufkommens anderer Staaten fördern. Die Teilnehmer forderten von der OECD, bis Mitte 2009 die „Schwarze Liste“ der weltweiten Steueroasen zu überarbeiten. Weltweit gibt es rund fünfzig Steuerparadiese, in denen mehr als 400 Banken, zwei Drittel der 2.000 Hedgefonds und ungefähr zwei Millionen Briefkastenfirmen ansässig sind und an allen Kontrollen vorbei EUR 7,3 Billionen an Geldern verwaltet werden. Dazu gehören nach Angaben der OECD die niederländischen Antillen, die britischen Kanalinseln Guernsey und Jersey sowie Belize, Panama und die Seychellen. Drei Staaten verweigerten der Organisation zufolge jede Zusammenarbeit: Andorra, Liechtenstein und Monaco. Im Nachgang zu der Konferenz wurde von den 20 führenden Industriestaaten (G20) der Druck auf „Steueroasen“ derart erhöht, dass diese im Laufe des Jahres 2009 nahezu allesamt einlenkten und eine Zusammenarbeit nach OECD-Standard zusagten.
Vor dem Hintergrund stellte die deutsche Bundesregierung am 19. Januar 2009 ihren ersten Referentenentwurf für ein „Gesetz zur Bekämpfung schädlicher Steuerpraktiken und der Steuerhinterziehung“ vor, das in dem am 29. Juli 2009 verabschiedeten Gesetz zur Bekämpfung der Steuerhinterziehung (Steuerhinterziehungsbekämpfungsgesetz) mündete.
Die Zielrichtung des Gesetzes ist es, dass die grenzüberschreitende Steuerhinterziehung künftig deutlich erschwert werden soll. Die Regelungen beziehen sich vor allem auf so genannte Steueroasen, also Länder, die die Standards der OECD nicht anerkennen. Nach dem Gesetz werden die deutschen Finanzbehörden mit zusätzlichen Vollmachten ausgestattet. Bürger, die Geschäftsbeziehungen im unkooperativen Ausland unterhalten, werden verpflichtet, mit den deutschen Finanzbehörden zu kooperieren und ihnen umfassend Auskunft zu erteilen. Geschieht das nicht, werden Sanktionen fällig.
Zwischenstaatliche Amtshilfe können die Finanzbehörden sowohl zur Verfolgung einer Steuerstraftat oder -ordnungswidrigkeit als auch zur Gewährleistung gesetzmäßiger Besteuerung in Anspruch nehmen. Dies gilt sowohl für die Hilfe durch ausländische Finanzbehörden als auch die Hilfe an ausländische Finanzbehörden. Die Unterscheidung zwischen Amts- und Rechtshilfe in § 117 AO ist ohne sachliche Auswirkung. Diese Regelung bezieht sich ausschließlich auf die Amtshilfe für Zwecke der Besteuerung.

#### Amtshilfe in Steuersachen in der Europäischen Union
Amtshilfe findet vor allem zwischen den Mitgliedstaaten der Europäischen Union statt.
So leisteten die Mitgliedstaaten der Europäischen Union sich gegenseitig Amtshilfe nach der EG-Amtshilferichtlinie. Die Amtshilfe nach der Richtlinie umfasste die Unterstützung bei der Festsetzung der Steuern vom Einkommen, Ertrag und Vermögen (direkte Steuern) und bei der Festsetzung und Erhebung der Steuern auf Versicherungsprämien.
Durch die Richtlinie 92/12/EWG wurde die vorhergehende EG-Amtshilferichtlinie dahingehend geändert, dass ihre Bestimmungen auf den Bereich der Verbrauchsteuern ausgedehnt wurden, was mit der Richtlinie 2004/106/EG wieder zurückgedreht wurde. Die Bestimmungen über die Zusammenarbeit der Verwaltungsbehörden auf dem Gebiet der Verbrauchsteuern wurden in der EU-Zusammenarbeitsverordnung bei den indirekten Steuern des Rates zusammengefasst.
Der Rat der EU hat aufgrund der Erkenntnis, dass die in der EG-Amtshilfe-Richtlinie 77/799/EG vorgesehenen Maßnahmen nicht mehr geeignet waren, eine effiziente Zusammenarbeit der Mitgliedstaaten zu sichern, eine zeitgemäße Novellierung mit der Richtlinie 2011/16/EU vom 15. Februar 2011 schaffen wollen, die auf der bisherigen Richtlinie aufbaut. Diese sieht sowohl einen größeren Umfang des Informationsaustausches als auch mehr direkte Kontakte zwischen den Verwaltungsdienststellen vor, um die Zusammenarbeit effizienter zu machen und sie zu beschleunigen. Der deutsche Gesetzgeber hat entsprechend nachgezogen und mit Wirkung vom 1. Januar 2013 an das EU-Amtshilfegesetz (EUAHiG) in Kraft gesetzt.
Soweit die deutschen Steuerbehörden den zuständigen Behörden der anderen Mitgliedstaaten Auskünfte im Wege der Amtshilfe erteilen, die für die Steuerfestsetzung in diesem Staat von Bedeutung sind, z. B. bei Arbeitnehmern, die nicht im Wohnsitzstaat arbeiten, erfolgte dies bisher nach Maßgabe des deutschen EG-Amtshilfe-Gesetzes (EGAHiG). Damit sollte vor allem die Koordinierung der Ermittler bei grenzüberschreitendem Steuerbetrug und die Arbeit der Steuerbehörden bei Steuersachen mit Auslandsbezug erleichtert werden.

#### Die zwischenstaatliche Amtshilfe bei der Steuervollstreckung
Die Vollstreckung deutscher Steuerforderungen im Ausland und die Vollstreckung ausländischer Steuerforderungen im Inland ist innerhalb der EU aufgrund der die EU-Beitreibungsrichtlinie, die das EU-Beitreibungsgesetz (EUBeitrG) in innerstaatliches Bundesrecht umsetzt, möglich.

#### Zwischenstaatliche Zusammenarbeit bei der Mehrwertsteuer
Die inländischen Finanzbehörden können und müssen gemäß EU-Zusammenarbeitsverordnung mit anderen EU-Staaten auf dem Gebiete der indirekten Steuern in besonderen Formen zusammenarbeiten, um nach dem Wegfall der steuerlichen Kontrollen an den Binnengrenzen der EU die indirekte Besteuerung (Verbrauchsteuern, Mehrwertsteuer) sicherzustellen. Für die Amtshilfe im Bereich der Mehrwertsteuer gibt es die Verordnung (EG) Nr. 1798/2003 des Rates vom 7. Oktober 2003 über die Zusammenarbeit der Verwaltungsbehörden auf dem Gebiet der Mehrwertsteuer.

### Regelungen bei besonderen Grenzverläufen
An der deutsch-belgischen Grenze gibt es mehrere Stellen, an denen eine deutsche Straße oft innerhalb eines Ortes für ein kurzes Stück durch Belgien verläuft, Stichwort Vennbahn und Bundesstraße 258. Im Rahmen eines Abkommens ist es deutschen Beamten erlaubt, beispielsweise eine Unfallstelle zu sichern, dennoch muss immer die belgische Polizei aus dem mehrere Kilometer entfernten Eupen im belgischen Kernland anrücken.
Ähnliches gilt für die Raststätte „Bunderneuland“ an der niederländischen Autobahn A7, die nur über diese zu erreichen ist, aber dennoch in Deutschland liegt.